# Mattia Cavadini
Mattia Cavadini (Sorengo, 1970) è un giornalista e scrittore svizzero.
Lavora a Lugano per la Radio svizzera di lingua italiana.

## Opere

### Narrativa
- Inganno turrito, Bellinzona, Casagrande, 1995 (Premio Schiller).
- Sullo sfondo, Lecce, Manni, 2002.
- L'ultimo giorno, Lecce, Manni, 2005.
- Un cielo blu genziana, Mendrisio, Capelli, 2015.
- Ritorno dal bosco, Capolago, Tipografia helvetica, 2016.

### Saggistica
- La luce nera [su Giorgio Manganelli], Milano, Bompiani, 1997.
- Il poeta ammutolito [su Philippe Jaccottet e Fabio Pusterla], Milano, Marcos y Marcos, 2003).

| Controllo di autorità | VIAF (EN) 19833991 · ISNI (EN) 0000 0001 0876 9250 · SBN RAVV100253 · LCCN (EN) nb97089261 · GND (DE) 1055800646 · BNF (FR) cb13496105k (data) |